# Juan García Esquivel
Juan García Esquivel   (Tampico, 20 de gener de 1918 - Jiutepec, 3 de gener de 2002), sovint conegut com a Esquivel!, va ser un pianista i compositor per a televisió i pel·lícules mexicà. És reconegut com un dels màxims exponents d'un estil sofisticat de música instrumental que combina elements de lounge i jazz amb sons llatins. Se l'ha considerat «El rei de l'space age pop» i «The Busby Berkeley of cocktail music», i es considera un dels principals exponents d'un estil de pop instrumental peculiar de finals de la dècada del 1950 i principis de la dècada del 1960 que es va anomenar retrospectivament com a space age bachelor pad music.

## Trajectòria
Va néixer l'any 1918 a Tampico però la seva família es va traslladar a la Ciutat de Mèxic el 1928 on es va convertir en músic autodidacta des de petit. En entrevistes, els familiars d'Esquivel van explicar que va començar a tocar el piano quan tenia sis anys per a sorpresa dels músics més grans que s'agrupaven al seu voltant amb incredulitat. Esquivel va continuar evitant la formació musical formal a mesura que es feia gran, preferint aprendre dels llibres i d'escoltar i tocar música.
L'estil musical d'Esquivel és idiosincràtic i, tot i que en conjunt sona com els seus contemporanis, nombrosos trets estilístics van distingir la seva música i la van fer reconeixible a l'instant: percussió exòtica, veus sense paraules, execucions de piano virtuoses i canvis de ritme dinàmics. Va utilitzar elements semblants al jazz, tanmateix, a part dels seus solos de piano, no hi ha improvisació i les obres estan meticulosament organitzades pel mateix Esquivel, que es considerava un perfeccionista com a compositor, intèrpret i artista discogràfic.
La seva orquestració va emprar noves combinacions instrumentals, com ara campanes xineses, grups de mariachis, xiulets i nombrosos instruments de percussió barrejats amb orquestra, cor mixt, el seu propi estil de piano ornamentat i la predilecció pel glissando. Els grups vocals s'utilitzaven sovint per a cantar només síl·labes sense sentit, de vegades amb una trompeta de mitja vàlvula, de vegades amb un timbal, però sovint amb instruments de percussió i steel guitars. L'ús de l'enregistrament estèreo per part d'Esquivel va ser notable, i de tant en tant va emprar dos conjunts gravant simultàniament en estudis separats, com en el seu àlbum Latin-Esque (1962). La cançó d'aquest àlbum «Mucha muchacha» fa un ús inusual de la separació del so estereofònic, amb el cor i el metall alternant ràpidament als canals d'àudio esquerre i dret.
Va arreglar moltes cançons tradicionals mexicanes com «Bésame mucho», «La Bamba», «El Manisero» i «La Bikina», i va versionar cançons brasileres com «Aquarela do Brasil» d'Ary Barroso, i «Surfboard» i «Agua de beber» de Tom Jobim. Els seus concerts van comptar amb elaborats espectacles de llum anys abans que aquests efectes es fessin populars a la música en directe. Va actuar a Las Vegas en diverses ocasions, sovint com a teloner de Frank Sinatra.
Es van publicar diverses recopilacions de la música d'Esquivel en disc compacte començant amb Space Age Bachelor Pad Music el 1994. L'èxit d'aquests treballs va portar a la reedició de diversos dels àlbums originals d'Esquivel dels anys 1950 i 1960. L'últim enregistrament en què va treballar Esquivel va ser Merry Xmas from the Space-Age Bachelor Pad l'any 1996, per al qual va gravar veus en off en dos temes del grup Combustible Edison. Es tracta d'una reedició dels sis enregistraments d'Esquivel que van aparèixer originalment al LP de RCA Victor de 1959 The Merriest of Christmas Pops, juntament amb quatre enregistraments més d'Esquivel de finals dels anys 1950 i 1960 i dos nous temes de Combustible Edison. L'últim CD publicat durant la seva vida, See It In Sound (1998), es va gravar el 1960 per a RCA, però no es va publicar en aquell moment perquè RCA creia que no tindria èxit comercial.
Pel que fa a l'ús pòstum de la seva música per a la televisió i el cinema, l'enregistrament d'Esquivel de «Boulevard of Broken Dreams» es va utilitzar a l'episodi dos de Better Call Saul; la seva gravació de «Mucha Muchacha» s'ha utilitzat a les pel·lícules Confessions of a Dangerous Mind, El gran Lebowski, The Notorious Bettie Page, Stuart Saves His Family, Nacho Libre i Beavis and Butt-Head Do America; «Mini Skirt» es va emprar com a tema d'obertura de la sèrie documental de la BBC Louis Theroux's Weird Weekends and When Louis Met...; l'enregistrament d'Esquivel de «My Blue Heaven» apareix al tràiler de la pel·lícula Malibu Road del 2021, i el 2022, l'enregistrament d'Esquivel de «Fantasy», de 1959, va ser utilitzat per Apple a la seva campanya publicitària de televisió global «Data auction» per promoure la privadesa del seu producte iPhone.

## Discografia

### 12" LP a EUA i Mèxic
- Las Tandas de Juan García Esquivel (1957, RCA Victor Mexico)
- To Love Again (1957, RCA Victor)
- Cabaret Trágico (April 1958, RCA Victor Mexico)
- Other Worlds Other Sounds (October 1958, RCA Victor)
- Four Corners of the World (December 1958, RCA Victor)
- Exploring New Sounds in Hi-Fi/Stereo (May 1959, RCA Victor)
- The Ames Brothers: Hello Amigos (1959, RCA Victor)
- Strings Aflame (August 1959, RCA Victor)
- The Merriest of Christmas Pops (1959, RCA Victor)
- Infinity in Sound, Vol. 1 (August 1960, RCA Victor)
- Infinity in Sound, Vol. 2 (April 1961, RCA Victor)
- Latin-Esque (1962, RCA Victor)
- More of Other Worlds Other Sounds (1962, Reprise Records)
- The Living Strings: In a Mellow Mood (1962, RCA Camden)
- The Genius of Esquivel (1967, RCA Victor)
- 1968 Esquivel!! (1968, RCA Mexico)
- Burbujas (1979)
- Odisea Burbujas (1980, Discos America)
- Vamos al Circo (1981, Discos America)

### CD
- Space-Age Bachelor Pad Music (1994, Bar/None Records)
- Music From a Sparkling Planet (1995, Bar/None Records)
- Cabaret Mañana (1996, BMG)
- Merry Xmas from the Space-Age Bachelor Pad (1996, Bar/None Records)
- See It in Sound (1998, House of Hits Records), recorded 1960, previously unreleased
- The Sights and Sounds of Esquivel (2005, Bar/None Records)
- Esquivel! Remixed (2006, Sony BMG)
- Complete 1954–1962 Recordings (2017, New Continent)

### Treballs relacionats amb la música d'Esquivel
- The Unforgettable Sounds of Esquivel (Mr. Ho's Orchestrotica, 2010)[12]
- Perfect Vision: The Esquivel Sound – Metropole Orkest (June 2013, Basta Music)